# Éric Alibert
Pour les articles homonymes, voir Alibert.
Éric Alibert (né en 1958) est un peintre naturaliste, auteur de nombreux livres consacrés aux grandes régions naturelles de la planète, également graveur et sculpteur.

## Démarche
Ses œuvres peintes recourent à diverses techniques, dont l'aquarelle, l'encre, le dessin et la peinture à l'huile et acrylique. Certaines œuvres de grande dimension utilisent également la feuille d'or.
Philippe Jaccottet mais aussi Novalis et Marguerite Yourcenar sont des sources d'insipiration, tout comme l'œuvre de peintres tels que Soulages ou Viollet-le-Duc et d'un sculpteur :  Rembrandt Bugatti, auquel Éric Alibert a consacré un court-métrage consacré à l'un des sculpteurs : Hommage à R. Bugatti.

## Biographie
Né en 1958 en France, installé à Genève, Éric Alibert est médaillé d’or des artistes animaliers français, lauréat de la Fondation de la Vocation, membre de la Guild of Natural Science Illustrators des États-Unis.
Ses travaux se rattachent à de nombreux grands sites naturels dans le monde, notamment les Parcs nationaux et naturels de France et de Suisse, ainsi que la Pologne, la Syrie, la Namibie, le Venezuela, le Japon.
Les œuvres d'Éric Alibert ont fait l’objet de plusieurs expositions, notamment aux Muséums d’histoire naturelle de Genève et de Paris. Elles sont présentes dans des collections publiques et privées. En 2012 est organisée une grande exposition de ses dernières créations, inspirées du paysage et de la faune des Alpes et de Hokkaïdo, au château de Saint-Maurice (Valais, Suisse) : « Regards croisés Orient-Occident autour d'Eric Alibert »